# Маха обнажённая
«Ма́ха обнажённая» (исп. La maja desnuda) — картина испанского художника Франсиско Гойи, написанная около 1797—1800 годов. Составляет пару с картиной «Маха одетая» (La maja vestida). На картинах изображена маха — испанская горожанка XVIII—XIX веков, один из излюбленных объектов изображения художника. «Маха обнажённая» является одним из ранних произведений западного искусства, изображающих полностью обнажённую женщину без мифологических или отрицательных коннотаций.

## История картины

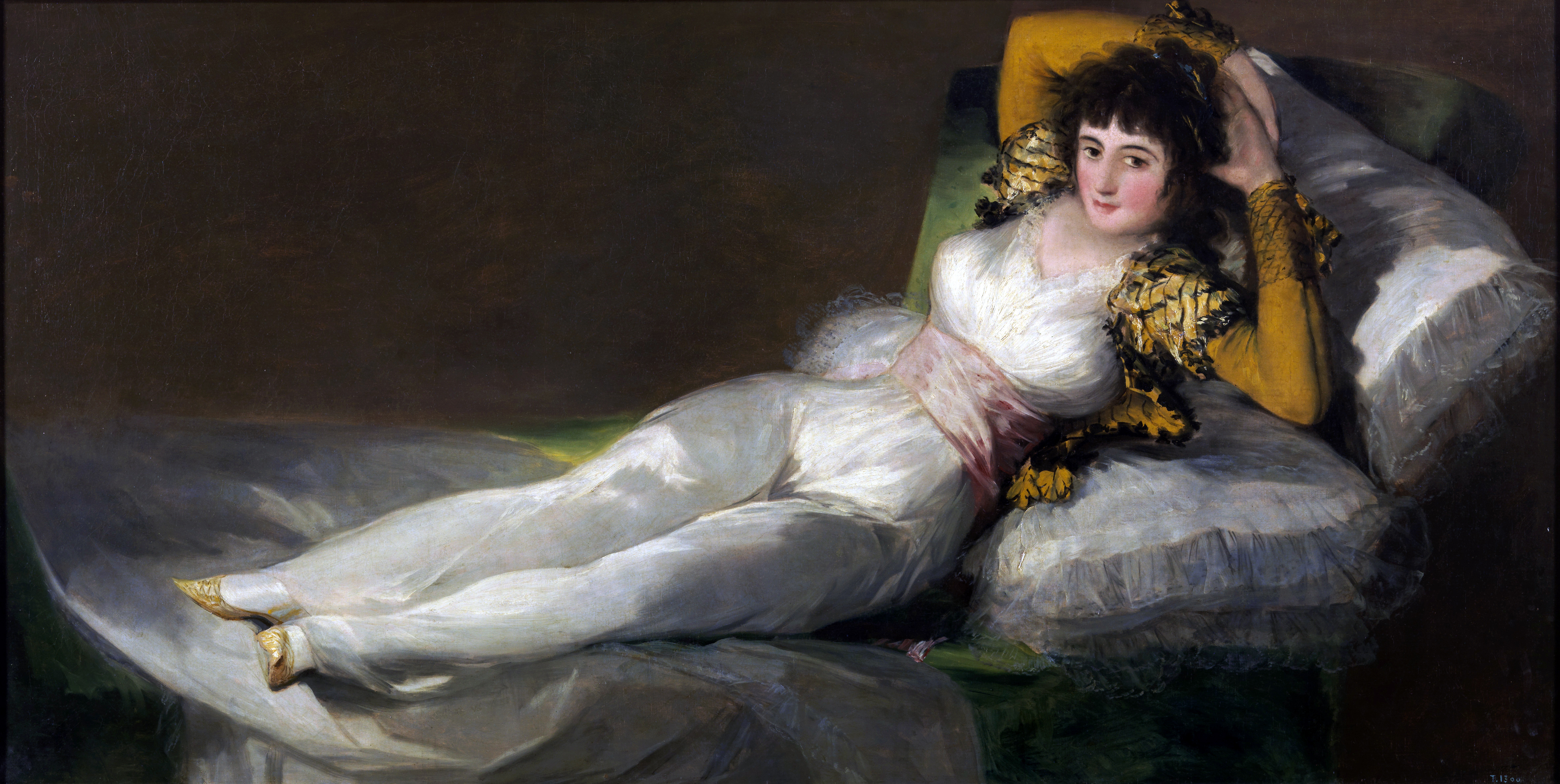
Маха одетая

Картина, вероятно, была заказана Мануэлем Годоем, первым министром Испании, для своей частной коллекции обнажённой натуры.
Предполагается, что «Маха одетая» висела перед «Махой обнажённой», которая могла быть показана с помощью специального механизма. Первым достоверным упоминанием о картине является свидетельство гравёра Педро Гонзалеса де Сепульведы, который видел её во время посещения палаццо Годоя вместе с «Венерой с зеркалом» Веласкеса в 1800 году.
Доподлинно неизвестно, кто послужил моделью для картин. В XIX веке считалось, что на картинах изображена Мария Каэтана де Сильва, 13-я герцогиня Альба, в связи с легендой о её любовной связи с Гойей. В настоящее время большинство искусствоведов склоняется к версии, что на картинах изображена Пепита Тудо, любовница Годоя.
В 1808 году «Маха обнажённая» была обнаружена Испанской инквизицией вместе с другими картинами «сомнительного содержания» и конфискована. Гойе были заданы вопросы об обстоятельствах ее создания, однако художник избежал наказания, так как влияние инквизиции к началу XIX века значительно ослабло, и она могла лишь указывать на «опасные» формы выражения в искусстве, не будучи в состоянии полностью запретить их.

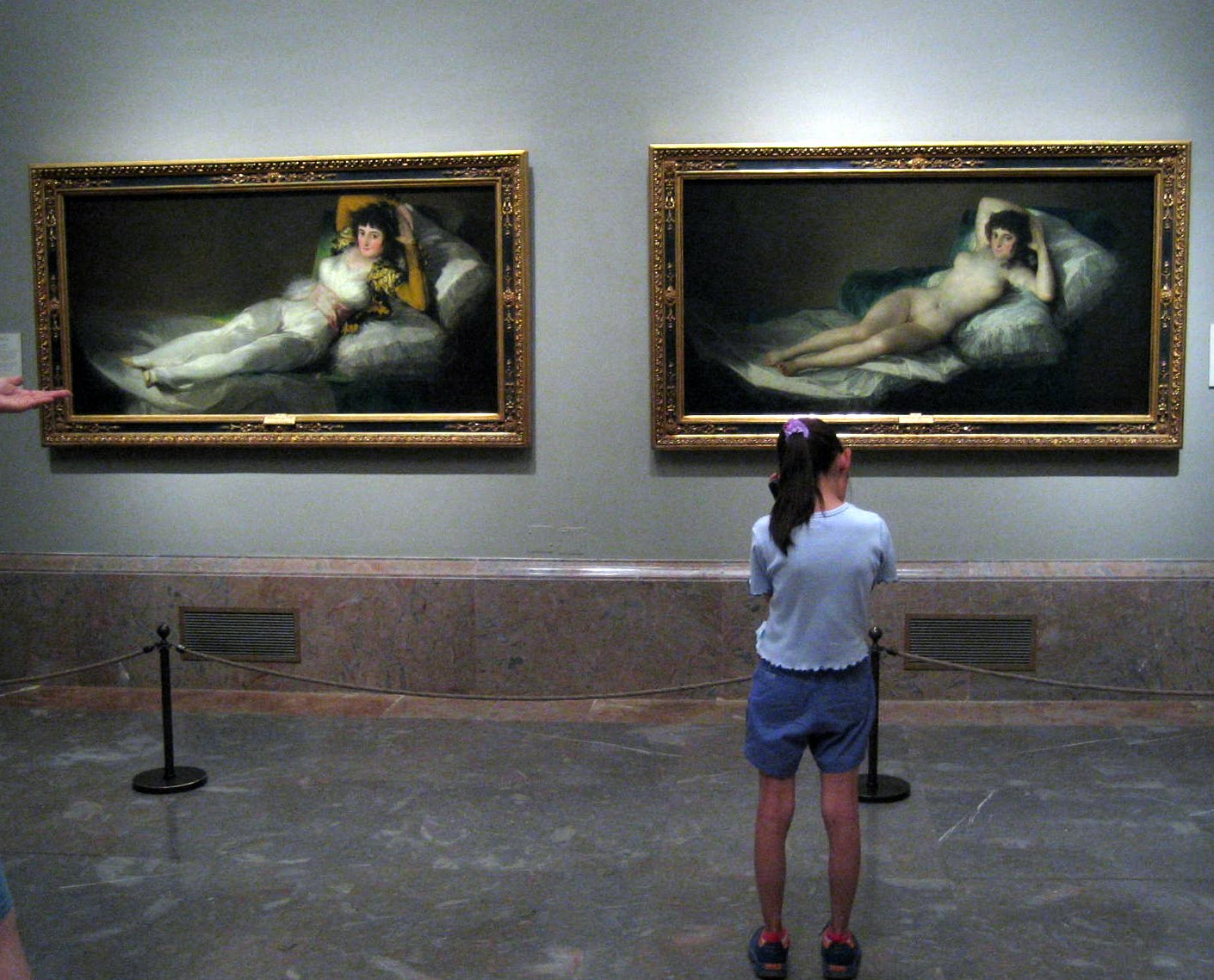
«Махи» в музее Прадо

Картины дважды переходили в коллекцию Академии Сан-Фернандо после их конфискаций инквизицией между 1814 и 1836 годами, а в 1901 году переданы в Прадо. Остаётся неизвестным — предназначались ли работы для совместной демонстрации. В настоящее время они экспонируются в Прадо рядом друг с другом, хотя существует мнение, что их следует разделить для независимого восприятия.

## Влияние
«Маха» вдохновляла многих художников: под сильным влиянием «Махи одетой» находился Эдуард Мане, создавший «Девушку в испанском костюме». А Игнасио Сулоага сделал высококачественную копию «Махи обнажённой», в дальнейшем послужившую ему образцом для серии полотен «Обнажённые женщины в испанском интерьере».
В 1930 году в память о Гойе частным производителем была выпущена серия почтовых марок с изображением «Мах». Они были одобрены испанской Почтовой службой, однако власти США запретили эти марки, и письма с ними не допускались в страну.

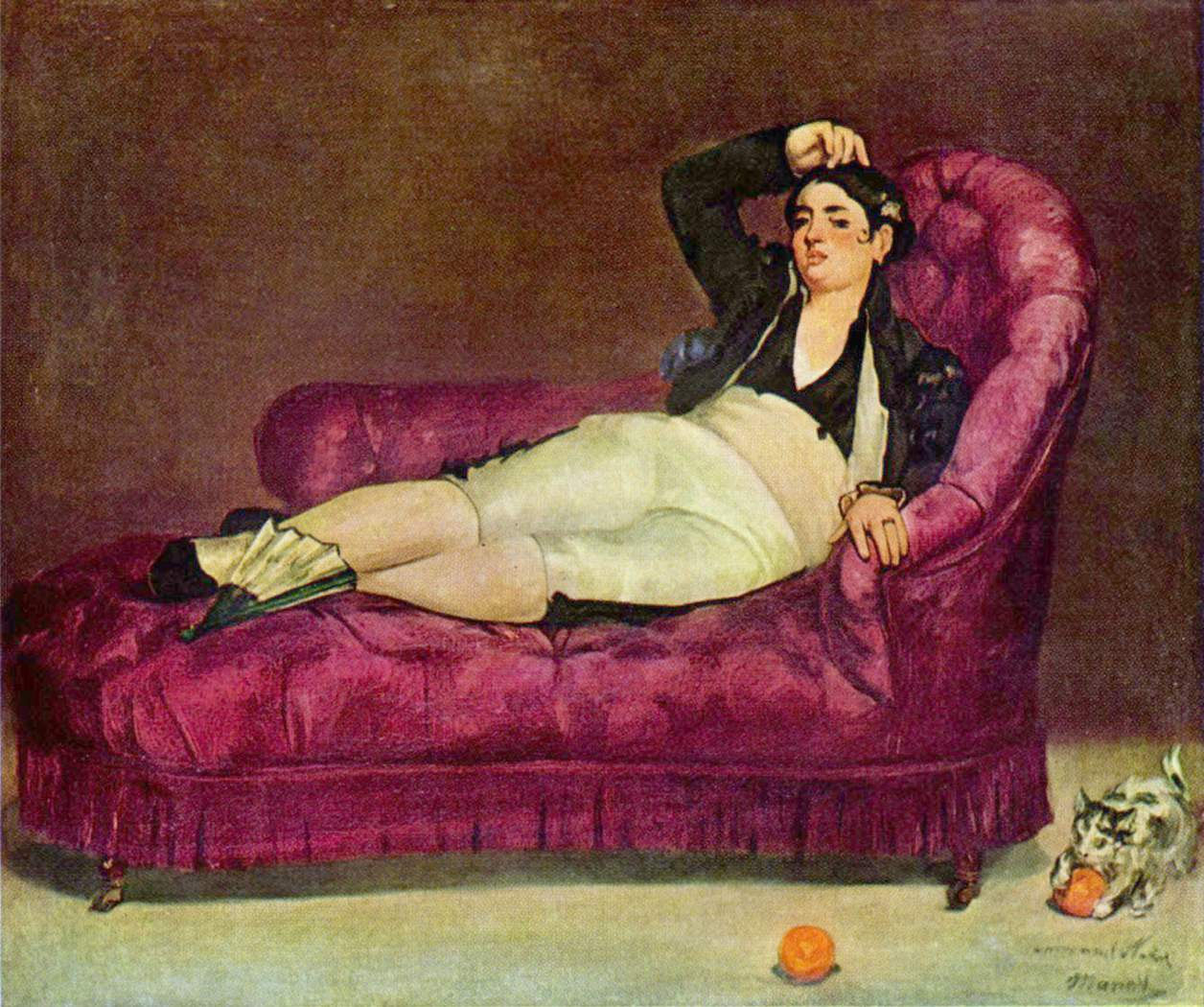
Эдуард Мане, «Девушка в испанском костюме», 1862—1863